# Julien Rassam
Julien Thomas Henri Langmann, in arte Julien Rassam (Neuilly-sur-Seine, 14 giugno 1968 – Parigi, 3 febbraio 2002), è stato un attore francese.

## Biografia
Figlio del regista Claude Berri e della sua prima moglie, la produttrice Anne-Marie Rassam, nipote del produttore Jean-Pierre Rassam e fratello dell'attore e produttore Thomas Langmann, appartiene ad una delle più importanti dinastie del cinema francese.
Appare per la prima volta giovanissimo in alcuni film del padre, come Quello che già conosci sul sesso e non prendi più sul serio (1972) e Il cornuto scontento (1975). 
Dopo la scuola lascia la Francia e si trasferisce a New York per studiare arte drammatica, ma farà ritorno in patria nei primi anni novanta dove reciterà da protagonista nel film di Bruno Nuytten Albert souffre (1992), e riceverà una candidatura al Premio César per la migliore promessa maschile per il film L'accompagnatrice di Claude Miller. Tuttavia lo si ricorda soprattutto per il ruolo di Francesco duca d'Alençon nel film di Patrice Chéreau La Regina Margot (1994).
È stato sentimentalmente legato all'attrice francese Marion Cotillard.
Talentuoso e di una sensibilità quasi estrema, vittima di una forte depressione e probabilmente segnato dall'uso di sostanze stupefacenti, nel 2000 per ragioni mai chiarite Rassam si getta dal terzo piano dell'Hotel Raphael di Parigi e a seguito della caduta diviene paraplegico. Circa due anni dopo, il 3 febbraio 2002, si toglierà la vita a soli 33 anni.
È sepolto nel cimitero di Montfort-l'Amaury insieme alla madre e allo zio.

## Filmografia
- Quello che già conosci sul sesso e non prendi più sul serio (Sex-Shop), regia di Claude Berri (1972)
- Il cornuto scontento (Le mâle du siècle), regia di Claude Berri (1975)
- Albert souffre, regia di Bruno Nuytten (1992)
- L'accompagnatrice, regia di Claude Miller (1992)
- Maigret et l'homme du banc, episodio della serie televisiva Il commissario Maigret, regia di Étienne Périer (1993)
- La Regina Margot, regia di Patrice Chéreau (1994)
- Le Poulpe, regia di Guillaume Nicloux (1997)
- Le Secret de Polichinelle, regia di Franck Landron (1997)
- Furia, regia di Alexandre Aja (1999)